# モートロック語
モートロック語（モートロックご）は、オーストロネシア語族ミクロネシア諸語に属する言語である。ノモイ語とも呼ばれる。ミクロネシア連邦チューク州に属するカロリン諸島のモートロック諸島で話されている。ここでいうモートロック諸島は南部モートロック諸島(ノモイ諸島)
と北部モートロック諸島を含む。グアムやハワイ、アメリカ合衆国本土にも話者が存在する。